# Kropiwna (dopływ Biebrzy)
Kropiwna – struga, lewostronny dopływ Biebrzy o długości 13,08 km. 
Struga płynie w województwie podlaskim. Wpada do Biebrzy w okolicy wsi Rogożynek. Jest uregulowana w całej swojej długości.